# Railaco Leten
Railaco Leten (Railako Leten, „Ober-Railaco“) ist ein osttimoresischer Suco im Verwaltungsamt Railaco (Gemeinde Ermera).

## Geographie

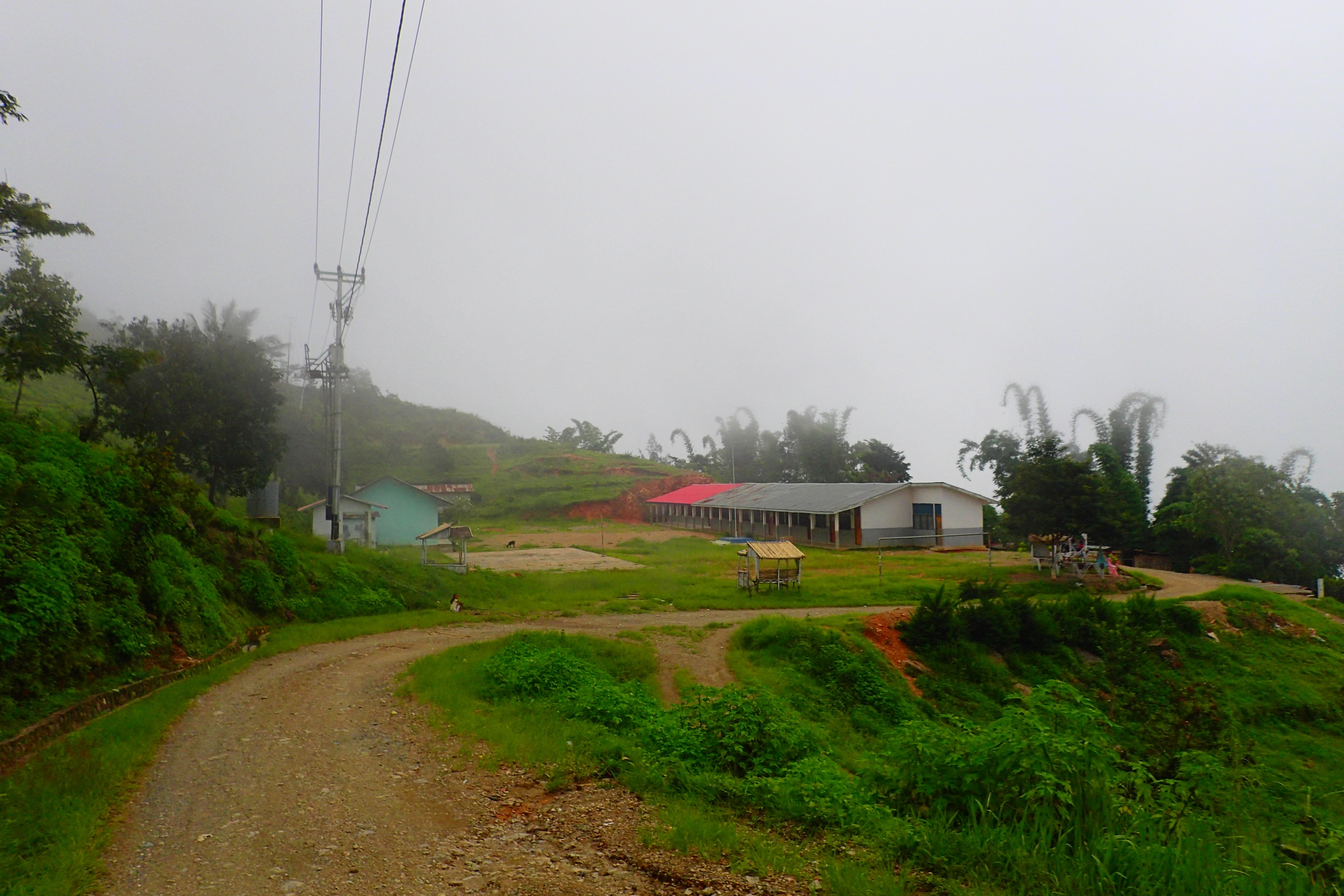
Schule von Railaco Leten

Vor der Gebietsreform 2015 hatte Railaco Leten eine Fläche von 13,49 km². Nun sind es 13,28 km². Der Suco liegt im Osten des Verwaltungsamts Railaco. Westlich liegt der Suco Railaco Craic, nördlich die Sucos Taraco und Deleso und östlich der Suco Samalete. Im Süden grenzt Ralaco Leten an das Verwaltungsamt Aileu (Gemeinde Aileu) mit seinem Suco Seloi Craic. Im Norden reicht Railaco Leten an den Fluss Balele, im Westen des Sucos entspringt der Buamara. Beides sind Quellflüsse des Rio Comoros. Die Überlandstraße, die die Gemeindehauptstadt Gleno mit der Stadt Aileu im Osten verbindet, folgt der Südgrenze von Railaco Leten.
Entlang einer kleinen Straße durch das Zentrum des Sucos liegen die Dörfer Colhuinamo (Kotohuinamo), Manuponihei (Manuponhei), Tuileso (Toileso) und Darema (Dorema). Im Nordosten liegt außerdem der Ort Tunlero. Im Suco gibt es eine Grundschule (Escola Primaria No. 246 Railaco Laten) und eine medizinische Station.
Im Suco befinden sich die fünf Aldeias Colhuinamo, Darema, Manuponihei, Tuileso und Tunlero.

## Einwohner
Im Suco leben 1.411 Einwohner (2022), davon sind 729 Männer und 682 Frauen. Im Suco gibt es 218 Haushalte. Fast 54 % der Einwohner geben Mambai als ihre Muttersprache an. Knapp 45 % sprechen Tetum Prasa und eine kleine Minderheit Tokodede.

## Politik

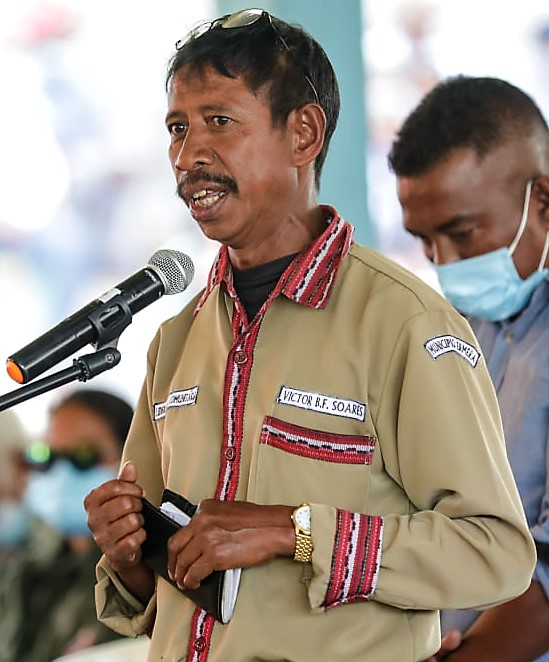
Chefe de Suco
Vitor Boavida Fereira Soares (2020)

Bei den Wahlen von 2004/2005 wurde Cristalina Quintão zum Chefe de Suco gewählt und 2009 in ihrem Amt bestätigt. Sie war eine von nur neun Frauen im Land in diesem Amt. Bei den Wahlen 2016 gewann Vitor Boavida Fereira Socares.